# Le Dernier Passage
Pour plus de détails, voir Fiche technique et Distribution.
Le Dernier Passage (The Secret Ways) est un film d'espionnage américain réalisé par Phil Karlson et sorti en 1961.

## Synopsis
En 1956, à Vienne, après l'insurrection d'octobre à Budapest. Mike Reynolds est appelé à aider un scientifique hongrois, le professeur Jansci à s'enfuir de la capitale. Il sera amené à traverser le rideau de fer et rencontrera de nombreux obstacles à son dessein.

## Fiche technique
- Titre original : The Secret Ways
- Titre français : Le Dernier Passage
- Réalisation : Phil Karlson
- Scénario : Jean Hazlewood d’après une histoire de Alistair MacLean
- Photographie : Max Greene
- Musique : John Williams
- Montage : Aaron Stell
- Production : Richard Widmark(producteur), Euan Lloyd (producteur associé)
- Société de production : Heath Productions
- Société de distribution : Universal Pictures
- Pays de production :  États-Unis
- Langue : anglais
- Format : Noir et blanc, Son Monophonique (Westrex Recording System) ,  Version 35mm
- Genre : Film d'espionnage
- Durée : 112 minutes
- Date de sortie : 
  - États-Unis : 1er avril 1961
- Affiche : Constantin Belinsky (France)

## Distribution

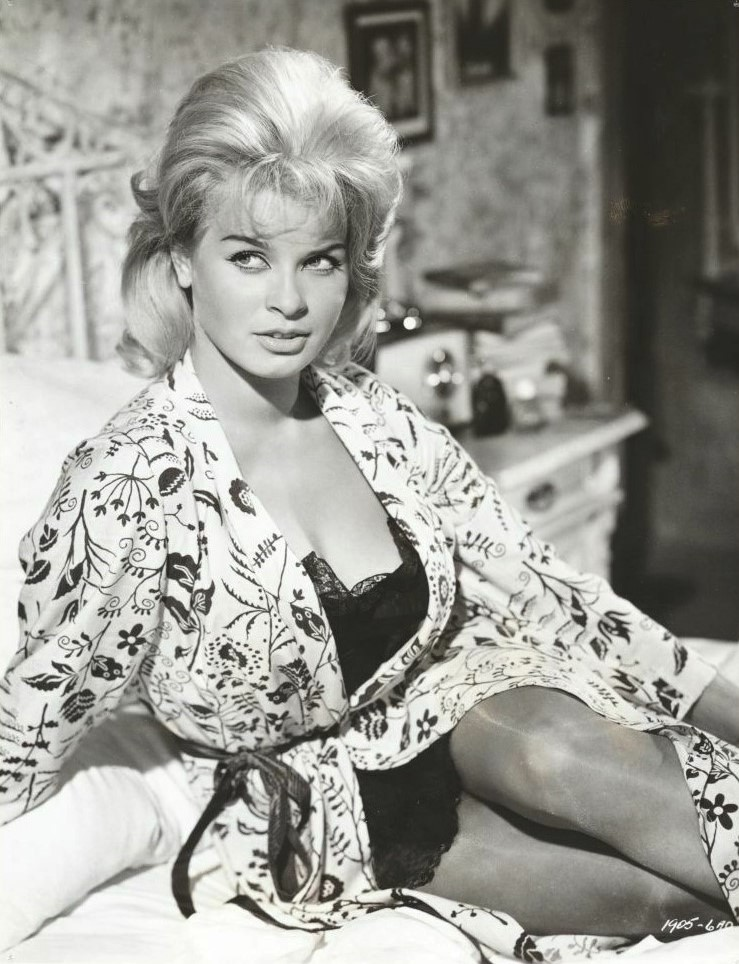
Senta Berger dans une scène du film.

- Richard Widmark : Michael Reynolds
- Sonja Ziemann : Julia
- Charles Régnier : Le Comte
- Walter Rilla : Jancsi
- Senta Berger : Elsa
- Howard Vernon : Colonel Hidas
- Heinz Moog : Ministre Sakenov
- Hubert von Meyerink : Sheffler
- Oskar Wegrostek : le gros homme
- Stefan Schnabel : l'agent aux frontières
- Elisabeth Neumann-Viertel : Olga
- Helmuth Janatsch : Janos
- John Horsley : Jon Bainbridge
- Walter Wilz : Peter
- Raoul Retzer : l'agent spécial
- Georg Kövary : Le professeur de langue
- Adi Berber : Sandor
- Jochen Brockmann : Le commandant
- Brigitte Brunmüller : la serveuse
- Reinhard Kolldehoff : homme du comte 1
- Rudolf Rösner : homme du comte 2